# Cryptocarpus pyriformis
Cryptocarpus es un género monotípico de plantas herbáceas de la familia Nyctaginaceae. Su única especie aceptada: Cryptocarpus pyriformis es originaria de Sudamérica.

## Taxonomía
Cryptocarpus pyriformis fue descrita por Carl Sigismund Kunth y publicado en Nova Genera et Species Plantarum (quarto ed.) 2: 188, pl. 124. 1817.
Sinonimia
- Cryptocarpus cordifolius Moric.
- Cryptocarpus cordiformis var. cordifolius Moq.
- Cryptocarpus pyriformis var. cordifolius (Moric.) Moq.
- Salpianthus pyriformis (Kunth) Standl.